# Municipio de Portal
El municipio de Portal (en inglés: Portal Township) es un municipio ubicado en el condado de Burke en el estado estadounidense de Dakota del Norte. En el año 2010 tenía una población de 24 habitantes y una densidad poblacional de 0,22 personas por km².

## Geografía
El municipio de Portal se encuentra ubicado en las coordenadas 48°56′42″N 102°36′4″O / 48.94500, -102.60111. Según la Oficina del Censo de los Estados Unidos, el municipio tiene una superficie total de 110.78 km², de la cual 110,28 km² corresponden a tierra firme y (0,45 %) 0,5 km² es agua.

## Demografía
Según el censo de 2010, había 24 personas residiendo en el municipio de Portal. La densidad de población era de 0,22 hab./km². De los 24 habitantes, el municipio de Portal estaba compuesto por el 100 % blancos. Del total de la población el 0 % eran hispanos o latinos de cualquier raza.